# Ibrahim ibn Abd-Al·lah
Ibrahim ibn Abd-Al·lah (Medina, 715 - prop de Bàssora, 763) fou un rebel hassànida enfrontat al califa abbàssida al-Mansur.
Era net d'al-Hàssan al-Muthanna ibn al-Hàssan ibn Alí ibn Abi-Tàlib i de Fàtima bint al-Hussayn ibn Alí ibn Abi-Tàlib i fill d'Abd-Al·lah ibn al-Hàssan, que per part de pare era hassànida i per part de mare hussàynida, la qual cosa li va valdre el sobrenom d'al-Mahd («de pura sang») i que fos considerat cap tant dels haiximites (alides i abbàssides) com dels hassànides. Abd-Al·lah ibn al-Hàssan va aconseguir en una reunió de caps que el seu fill Muhàmmad ibn Abd-Al·lah an-Nafs az-Zakiyya (de 32 anys) fos reconegut com a pretendent al califat.
Ibrahim va acompanyar el seu germà Muhàmmad, exercint una forta propaganda per tots els dominis califals arribant fins al Sind. Quan l'abbàssida as-Saffah va pujar al tron (750), els alides van haver d'acceptar el fet consumat, però no van renunciar a la seva propaganda i van continuar predicant, ara secretament i fent als abbàssides l'objectiu de les seves queixes. El nou califa al-Mansur (754-775) es va amoinar per aquesta activitat i el 758 va fer empresonar a Abd-Al·lah ibn al-Hàssan a Medina; després el van seguir altres caps alides i finalment foren tots portats a Kufa, on foren tancats en un calabós com a ostatges per atreure Muhàmmad i Ibrahim, però aquests van seguir la seva propaganda i no es van deixar prendre.
Davant una possible detenció, finalment Muhammad va decidir revoltar-se el 25 de setembre del 762 a Medina. La revolta va acabar amb la seva mort el 6 de desembre del 762. Mentre Ibrahim era a Bàssora, des d'on s'havia unit a la revolta el 23 de novembre del 762 amb el suport del governador local que simpatitzava amb la causa alida. Poc després es va apoderar d'Ahwaz, de les ciutats del Fars i de Wasit. El califa va abandonar la construcció de Bagdad i es va traslladar a Kufa, on s'havien de concentrar les tropes de la Jazira i de Síria, que va fer creure que eren més nombroses del que eren. Issa ibn Mussa ja havia sufocat la revolta al Hijaz i va ser cridat per agafar el comandament contra Ibrahim a Bàssora. Quan a Bàssora es va saber la mort de Muhàmmad, Ibrahim fou reconegut pels seus com a nou califa, com a hereu del seu germà, i tot seguit van avançar cap a Kufa on els alides locals el cridaven; però enganyat per les maniobres del califa sobre el nombre de tropes, es va retirar i va establir posicions a Bakhamra, tot esperant l'atac d'Issa ibn Mussa (21 de gener del 763) on va lliurar batalla contra els enemics. Encara que l'avantguarda d'Issa fou derrotada, al final es va endur la victòria, i els partidaris d'Ibrahim es van dispersar; Ibrahim, ferit, va morir el 14 de febrer del 763, a l'edat de 47 anys.